# Yun Mi Kang
Yun Mi Kang (Corea del Norte, 1 de febrero de 1988) es una gimnasta artística norcoreana, subcampeona del mundo en 2003 en salto de potro.

## Carrera deportiva
En el Mundial de Anaheim 2003 gana la plata en salto, empatada con la rusa Elena Zamolodchikova, ambas por detrás de la vencedora, la uzbeka Oxana Chusovitina.